# شرکت گیتار وینتیج
وینتیج گیتارز (به انگلیسی: Vintage Guitars) یک تولیدکنندهٔ بریتانیایی گیتارهای الکتریک، آکوستیک و گیتار بیس است که در سال ۱۹۹۵ تأسیس شد. برند وینتیج متعلق به توزیع‌کنندگان آلات موسیقی بریتانیایی، جان هورنبی اسکیوز و شرکا (JHS) است و در گارفورث، لیدز مستقر است.

## تاریخچه
اولین سری گیتار وینتیج با نام VC1 در سال ۱۹۹۵ عرضه شد. هدف وینتیج با همکاری ترور ویلکینسون (مبدع Fret-King)، تولید گیتارهای وینتیج با قیمت مناسب اما خوش‌ساخت بود.
میدج یور با گیتار وینتیج V100 مخصوص خود روی صحنه می‌رود .سازهای تولید شده توسط وینتیج توسط نوازندگان برجسته راک، هوی متال و کانتری، از جمله اسکات شارارد، فرد مولین، بیلی شروود، جان پین، دیو کولول، پیتر بالتس و نیک کین استفاده شده‌اند. پاول برت به عنوان طراح گیتار برای وینتیج فعالیت داشته است. این برند با جو دو گیتارز همکاری داشته است. وینتیج گیتارهای مدل مخصوص را برای توماس بلوگ، جری دوناهو، تونی باتلر و میدج یور طراحی کرده است.
در سال ۲۰۲۰، به دلیل بیست و پنجمین سالگرد تأسیس این برند، "سری بیست و پنجمین سالگرد" V75، V6H و V100 که پرفروش‌ترین مدل‌های وینتیج محسوب می‌شوند، به تعداد محدود ۱۰۰ عدد از هر کدام عرضه شد. در سال ۲۰۲۲، JHS یک گیتار آکوستیک-الکتریک قدیمی را به یک نوازنده خیابانی بی‌خانمان از گروه Malvern Link که گیتار یاماهای او دزدیده شده بود، هدیه داد.

## پذیرش
مت مک‌کراکن از Guitar.com خاطرنشان کرد که «وینتیج با ترکیب نبوغ طراحی داخلی با تولید خارج از کشور، نام خود را مطرح کرد تا ارزش چشمگیری در برابر قیمت ارائه دهد.» دیو بورلاک از MusicRadar در نقد خود از وینتیج VSA500 (بر اساس گیبسون ES-335) به «کپی‌برداری» بودن این برند اذعان کرد، اما نتیجه گرفت که «این گیتارها ممکن است قیمت کمی داشته باشند، اما با گیتارهای معمولی فاصله زیادی دارند. با توجه به قیمت درخواستی، این گیتار به همین شکل فعلی عالی است و شاید با چند تغییر شخصی‌سازی‌شده بتواند به یک گزینه‌ی عالی برای خرید تبدیل شود.